# Vila Nova da Rainha (Tondela)
Vila Nova da Rainha is een plaats (freguesia) in de Portugese gemeente Tondela en telt 540 inwoners (2001).